# 1921.
◄ | 19. stoljeće | 20. stoljeće | 21. stoljeće | ►
◄ | 1890-ih | 1900-ih | 1910-ih | 1920-ih | 1930-ih | 1940-ih | 1950-ih | ►
◄◄ | ◄ | 1918. | 1919. | 1920. | 1921. | 1922. | 1923. | 1924. | ► | ►►
Arhitektura • Astronomija • Biologija • Film • Fotografija • Glazba • Kazalište • Kemija • Kiparstvo • Knjige • Književnost • Kršćanstvo • Meteorologija • Medicina • Planinarstvo • Politika • Pravo • Promet • Slikarstvo • Strip • Šport • Televizija • Znanost • Zrakoplovstvo • Željeznički promet

## Događaji
- 2. ožujka – proglašena Labinska republika, pobuna istarskih rudara protiv nadolazeće talijanske fašističke politike
- 5. travnja – Ugušena Proštinska buna.
- 27. travnja – José Raúl Capablanca pobjeđuje Emanuela Laskera u meču i time postaje trećim svjetskim šahovskim prvakom.[1]
- osnovana je mlinsko-pekarska industrija Đakovština u Đakovu.[2]

## Rođenja

### Siječanj – ožujak
- 1. siječnja – Patricia Robins, britanska spisateljica († 2009.)
- 5. siječnja – Friedrich Dürrenmatt, švicarski književnik († 1990.)
- 18. siječnja – Yoichiro Nambu, kineski fizičar († 2005.)
- 25. siječnja – Smiljko Ašperger, hrvatski kemičar i akademik († 2014.)
- 27. siječnja – Donna Reed, američka glumica († 1986.)
- 31. siječnja – Mario Lanza, američki pjevač i glumac († 1959.)
- 8. veljače – Lana Turner, američka glumica († 1995.)
- 18. veljače – Branko Bauer, hrvatski redatelj († 2002.)
- 27. ožujka – Ivan Rabuzin, hrvatski slikar naivne umjetnosti († 2008.)

### Travanj – lipanj
- 2. travnja – Rupert Rozmarić, hrvatski katolički svećenik, franjevac († 1991.)
- 2. travnja – Vinko Kužina, hrvatski kulturni djelatnik († 2016.)
- 8. travnja – Franco Corelli, talijanski operni pjevač († 2003.)
- 16. travnja – Peter Ustinov, britanski glumac, redatelj († 2004.)
- 24. travnja – Sergej Forenbacher, hrvatski veterinar, akademik († 2010.)
- 3. svibnja – Sugar Ray Robinson, američki boksač († 1989.)
- 4. svibnja – Edo Murtić, hrvatski slikar († 2005.)
- 5. svibnja – Franjo Rupnik, hrvatski nogometaš († 2000.)
- 7. svibnja – Noni Žunec, slovenski operni i koncertni pjevač († 2004.)
- 23. svibnja – Zvjezdana Ladika, hrvatska redateljica († 2004.)
- 25. svibnja – Jack Steinberger, američki fizičar njemačkoga porijekla († 2020.)
- 31. svibnja – Alida Valli, talijanska glumica hrvatskog podrijetla († 2006.)
- 7. lipnja – Fides Vidaković, hrvatska časna sestra († 2003.)
- 10. lipnja
  - Ivan Kožarić, hrvatski kipar († 2020.)
  - Filip, vojvoda od Edinburgha, suprug engleske kraljice Elizabete II. († 2021.)
- 30. lipnja – Oswaldo López Arellano, honduraški general, političar i predsjednik († 2010.)

### Srpanj – rujan
- 6. srpnja – Nancy Reagan, američka Prva dama, supruga Ronalda Reagana († 2016.)
- 8. srpnja – Eliza Dobrić, hrvatska kazališna glumica († 2010.)
- 21. srpnja – Jane Russell, američka glumica († 2011.)
- 1. kolovoza – Pavao Bačić, hrvatski književnik i skladatelj († 1984.)
- 23. kolovoza – Kenneth Arrow, američki ekonomist, dobitnik Nobelove nagrade za ekonomiju 1972. († 2017.)
- 12. rujna – Stanisław Lem, poljski književnik († 2006.)
- 13. rujna – Alexander Schmemann, ruski mislilac († 1983.)
- 30. rujna – Deborah Kerr, škotsko-američka glumica († 2007.)

### Listopad – prosinac
- 13. listopada – Yves Montand, francuski šansonijer i glumac († 1991.)
- 24. listopada – Srebrenka Jurinac, hrvatska operna pjevačica († 2011.)
- 3. studenog – Charles Bronson, američki glumac († 2003.)
- 5. studenog – Fawzia Egipatska, egipatska princeza († 2013.)
- 6. studenog – James Jones, američki književnik († 1977.)
- 27. studenog – Vojin Jelić, hrvatsko-srpski književnik i publicist († 2004.)
- 20. prosinca – George Roy Hill, američki filmski redatelj († 2002.)
- 28. prosinca – Philippe de Gaulle, francuski političar i admiral († 2024.)

## Smrti

### Travanj – lipanj
- 12. travnja – Anton Števanec, slovenski pisac i učitelj u Mađarskoj (* 1861.)
- 1. svibnja – Dragutin Hirc, hrvatski prirodoslovac (* 1853.)

### Srpanj – rujan
- 9. srpnja – Marianne Brandt, austrijska operna pjevačica (* 1842.)
- 13. srpnja – Pero Čingrija, hrvatski političar (* 1837.)
- 16. srpnja – Franjo Jarmek, hrvatski pjesnik (* 1881.)
- 2. kolovoza – Enrico Caruso, talijanski pjevač (* 1873.)

### Listopad – prosinac
- 14. studenog – Isabela Brazilska, brazilska plemkinja (* 1846.)
- 23. studenog – John Boyd Dunlop, škotski veterinar i pronalazač (* 1840.)
- 16. prosinca – Camille Saint-Saëns, francuski skladatelj (* 1835.)

## Nobelova nagrada za 1921. godinu
- Fizika: Albert Einstein
- Kemija: Frederick Soddy
- Fiziologija i medicina: nije dodijeljena
- Književnost: Anatole France
- Mir: Karl Hjalmar Branting, Christian Lous Lange

## Vanjske poveznice
|  | Zajednički poslužitelj ima još gradiva o temi 1921. |